# Droga wojewódzka nr 640
Droga wojewódzka nr 640 – droga wojewódzka w województwie podlaskim (w powiecie siemiatyckim) łącząca Siemiatycze z miejscowością Koterka o długości ok. 24 km. Droga jest przedłużeniem drogi krajowej nr 62. Trasa kończy się w Koterce 3 km przed granicą z Białorusią.  

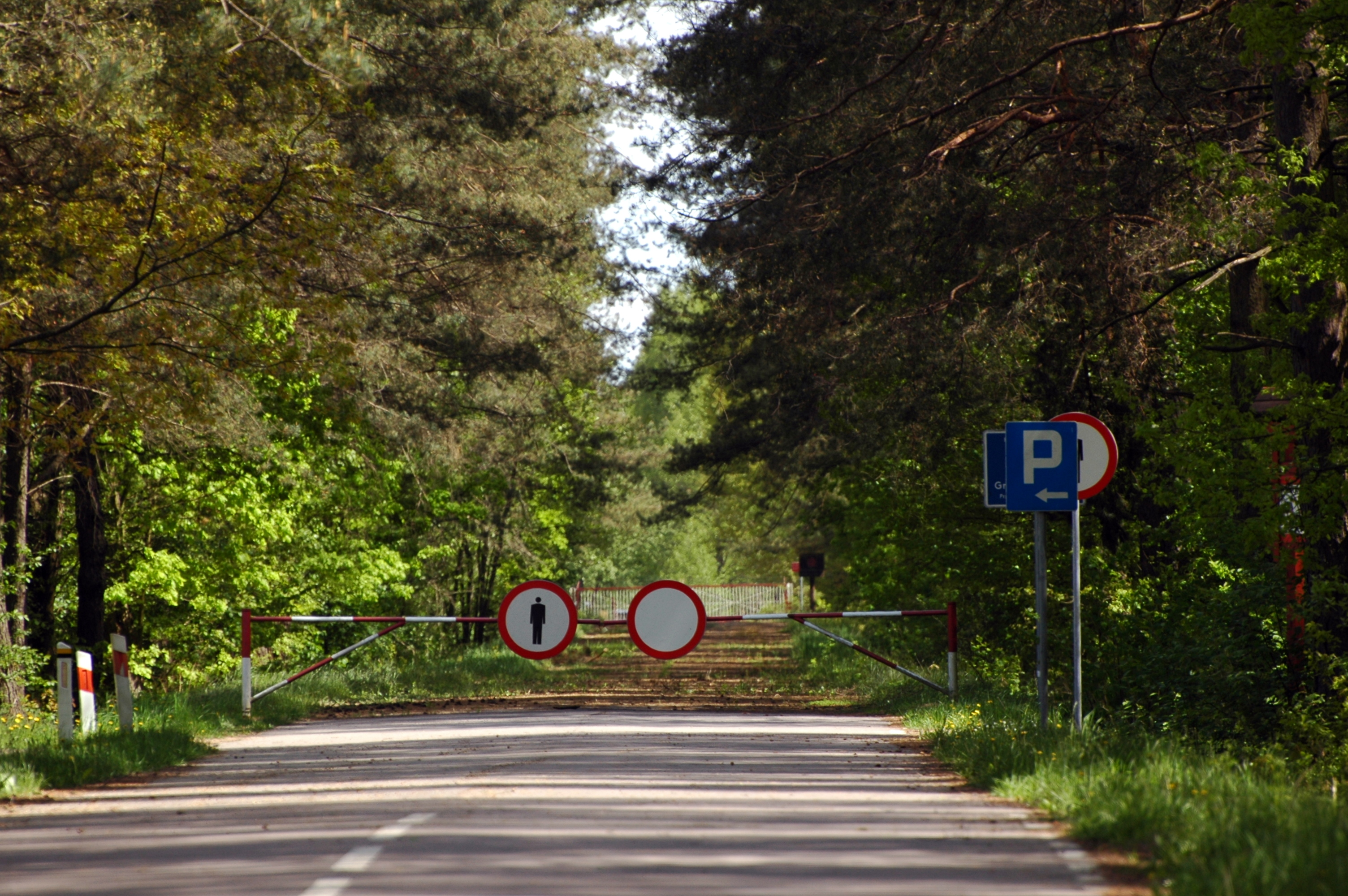
Zakończenie drogi tuż przed granicą z Białorusią